# 増田町狙半内
増田町狙半内（ますだまちさるはんない）は、秋田県横手市の大字。郵便番号は019-0705。人口は392人、世帯数は137世帯（2020年10月1日現在）。

## 地理
横手市の最南端、南東部に位置している。東で雄勝郡東成瀬村、西と南で湯沢市稲川地域、北で増田町吉野・増田町湯野沢と隣接する。
山間部に位置し、横手市内唯一のスキー場である天下森スキー場を併設するレクレーションエリア「釣りキチ三平の里」が所在する。
秋田県道274号中村上吉野線が地区を縦貫しており、狙半内川と並行して伸びている。

### 河川
- 狙半内川

### 小字
- 字新処（あらところ）
- 字岩ノ目（いわのめ）
- 字上ヱノ山（うえのやま）
- 字上畑（かみはた）
- 字川口（かわぐち）
- 字小栗山（こぐりやま）
- 字鹿ノ沢口（しかのさわぐち）
- 字城ノ下（しろのした）
- 字外畑（そとはた）
- 字高根（たかね）
- 字滝ノ下（たきのした）

- 字床並（とこなみ）
- 字中村（なかむら）
- 字夏虫沢（なつむしざわ）
- 字七曲下（ななまがりした）
- 字八森下（はちもりした）
- 字火石田（ひいしだ）
- 字兵部谷地（ひょうぶやち）
- 字広野（ひろの）
- 字古家沢口（ふるやさわぐち）
- 字牡丹野（ぼたんの）
- 字山崎（やまざき）

## 行事
冬祭りの「元祖さるはんない幻灯」が毎年行われていることで知られる。地区を縦断する県道の両脇に約3,000個の雪洞が作られ、中にろうそくを灯すというもので、その距離は10kmに及ぶ。この行事は2004年から行われている。

## 世帯数と人口
狙半内地区交流センターを中心に6集落で構成されている。
2020年（令和2年）10月1日現在の世帯数と人口は以下の通りである。
| 丁目         | 世帯数  | 人口  |
| ------------ | ------- | ----- |
| 増田町狙半内 | 137世帯 | 392人 |

### 人口の推移
以下は国勢調査による1995年（平成7年）以降の人口の推移。
| 年                 | 人口 |
| ------------------ | ---- |
| 1995年（平成7年）  | 810  |
| 2000年（平成12年） | 744  |
| 2005年（平成17年） | 631  |
| 2010年（平成22年） | 570  |
| 2015年（平成27年） | 363  |
| 2020年（令和2年）  | 392  |

## 小・中学校の学区
市立小・中学校に通う場合、学区（校区）は以下の通りとなる。
| 番地 | 小学校             | 中学校             |
| ---- | ------------------ | ------------------ |
| 全域 | 横手市立増田小学校 | 横手市立増田中学校 |

## 交通

### 鉄道
町内に駅はない。最寄り駅は十文字町にあるJR東日本・奥羽本線の十文字駅。

### 道路
- 秋田県道274号中村上吉野線

## 施設
- 釣りキチ三平の里
  - 天下森スキー場